# Vancé
Vancé é uma comuna francesa na região administrativa do País do Loire, no departamento de Sarthe. Estende-se por uma área de 12 km². Em 2010 a comuna tinha 329 habitantes (densidade: 27,4 hab./km²).